# باكو توريه
باكو توريه (بالفرنسية: Bako Touré)‏ هو لاعب كرة قدم مالي في مركز الهجوم، ولد في 7 ديسمبر 1939 في باماكو في مالي، وتوفي بنفس المكان في 28 أبريل 2001. شارك مع منتخب مالي لكرة القدم. أما مع النوادي، فقد لعب مع أولمبيك مارسيليا وإي أس نانسي ونادي أجاكسيو ونادي تولوز ونادي تولون ونادي ليموج ونادي نانت.

## وصلات خارجية
- باكو توريه على موقع قاعدة بيانات كرة القدم.إي يو (الإنجليزية)